# Christine Spielberg
Pour les articles homonymes, voir Spielberg.
Christine Spielberg, née le 21 décembre 1941 à Niederlungwitz, est une athlète allemande. 
Elle a détenu le record du monde du lancer du disque - le premier record du monde d'une lanceuse de République démocratique allemande. Elle a été championne d'Europe en 1966 devant Liesel Westermann. Aux Jeux olympiques d'été de 1968 à Mexico, elle se classait septième.

## Palmarès

### Jeux olympiques
- Jeux olympiques de 1968 à Mexico ( Mexique)
  - 7e au lancer du disque

### Championnats d'Europe d'athlétisme
- Championnats d'Europe d'athlétisme de 1966 à Budapest ( Hongrie)
  -  Médaille d'or au lancer du disque
- Championnats d'Europe d'athlétisme de 1971 à Helsinki ( Finlande)
  - 8e au lancer du disque

## Records
- Record du monde du lancer du disque avec 61,64 m le 26 mai 1968 à Regis-Breitingen (amélioration du record de Liesel Westermann, sera battu par Liesel Westermann à Werdohl le 24 août 1968)